# Church Rock
Pour les articles homonymes, voir Church.
Church Rock est une formation rocheuse du comté de San Juan, dans l'Utah, aux États-Unis.